# ۱۴۷ (قمری)
۱۴۷ (قمری)، صد و چهل و هفتمین سال در گاهشماری هجری قمری است. اول محرم این سال برابر با چهاردهم مارس سال ۷۶۴ میلادی است.